# Egretta sacra
La garzetta di Reef (Egretta sacra Gmelin, 1789) è un uccello della famiglia degli Ardeidi, diffuso in Australasia.

## Descrizione
Sono di taglia media, raggiungendo 57-66 cm di lunghezza. Hanno apertura alare di circa 90-110 cm e pesano in media 400 g.

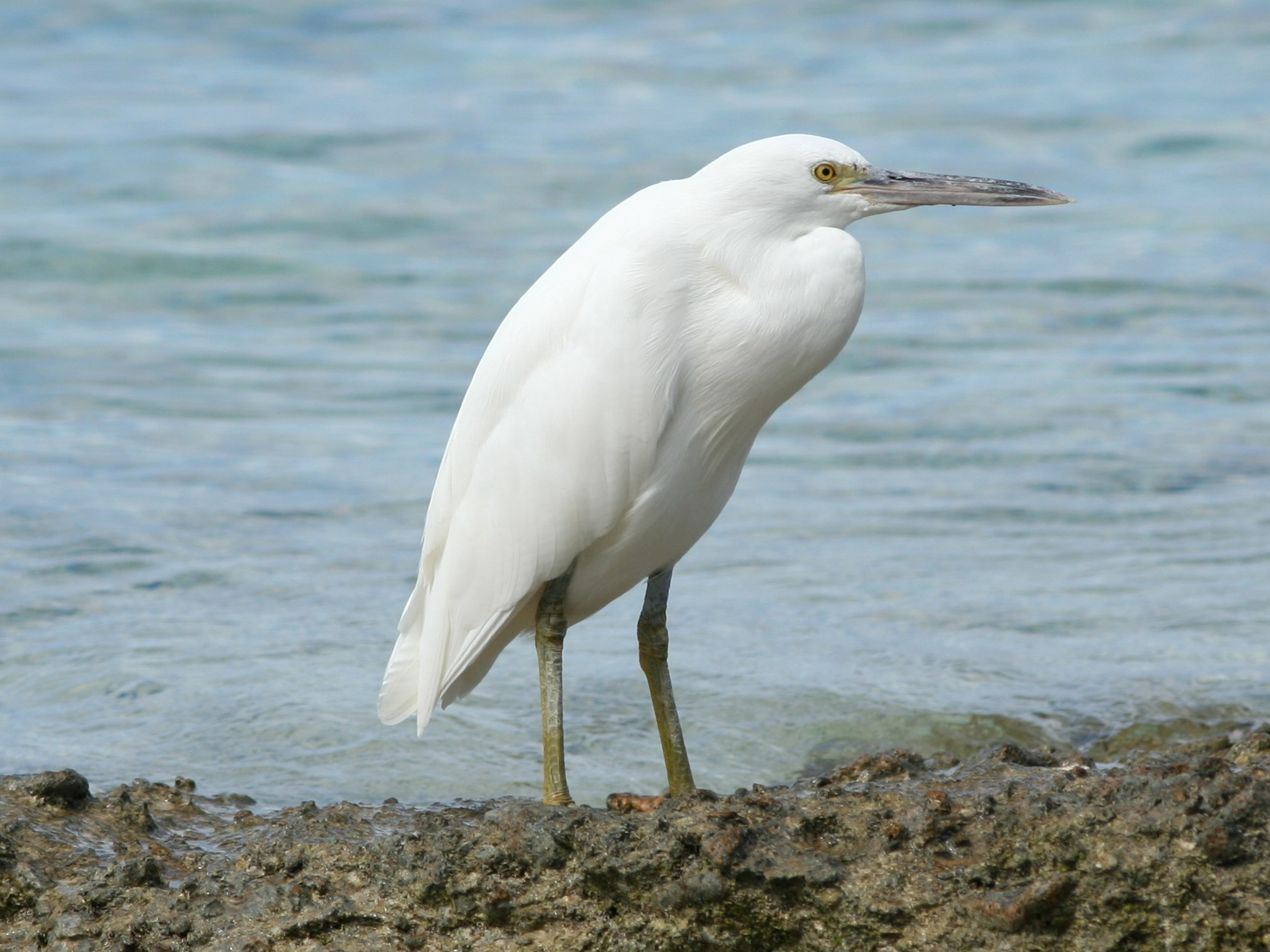
Varietà chiara

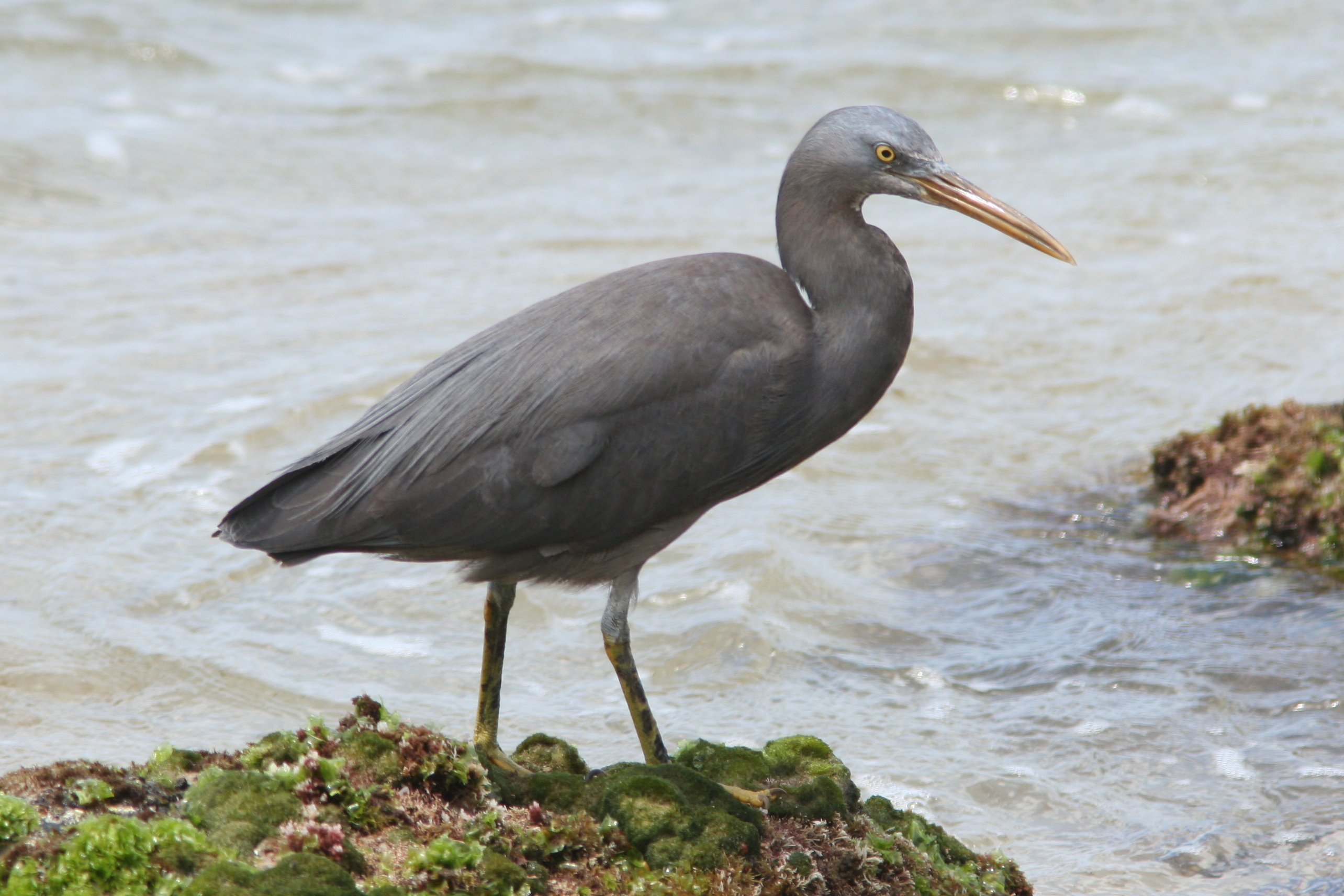
Varietà scura

Le specie mostrano un insolito dimorfismo non-sessuale, con alcuni esemplari con un piumaggio interamente bianco e altri (la maggior parte) color grigio scuro. La ragione di tale variazione è sconosciuta, sebbene si pensa che sia collegata alla mimetizzazione.
Essi hanno zampe molto corte, gialle e la varietà grigia ha gola e petto marcati da una striscia bianca sottile. Hanno becchi marrone, occhio giallo oro e le aree attorno alla faccia sono di color verde-giallo.

## Biologia
La loro fonte di cibo è costituita da pesci, crostacei e molluschi.
Egretta sacra depone gruppi di uova durante l'anno in colonie nella giungla, tra le palme e le mangrovie o in cavità di vecchi edifici. Da due a tre uova color verde-blu sono poste in nidi costruiti con rami e fiori. I maschi e le femmine si dividono la cova. Dopo la schiusa delle uova i genitori provvedono a circa 5 settimane di sostentamento.

## Distribuzione e habitat
Si possono trovare in molte aree dell'Asia incluse le regioni oceaniche di India, sud-est asiatico, Giappone, Polinesia, Australia, Tasmania e Nuova Zelanda.